# Belippo
Belippo is een geslacht van spinnen uit de familie springspinnen (Salticidae).

## Soorten
De volgende soorten zijn bij het geslacht ingedeeld:
- Belippo anguina Simon, 1910
- Belippo calcarata (Roewer, 1942)
- Belippo cygniformis Wanless, 1978
- Belippo ibadan Wanless, 1978
- Belippo milloti (Lessert, 1942)
- Belippo nexilis (Simon, 1910)
- Belippo viettei (Kraus, 1960)